# 東方文化学院
東方文化学院（とうほうぶんかがくいん）は、昭和時代戦前期の日本に存在した国立の東洋学・アジア学の研究機関である。

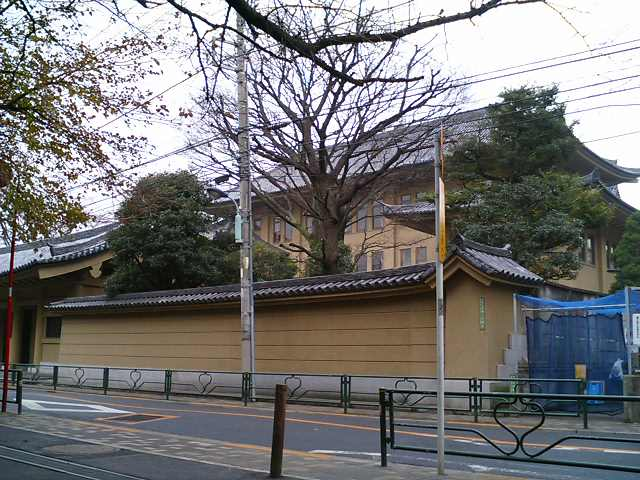
旧東方文化学院東京研究所 / 現：拓殖大学国際教育会館

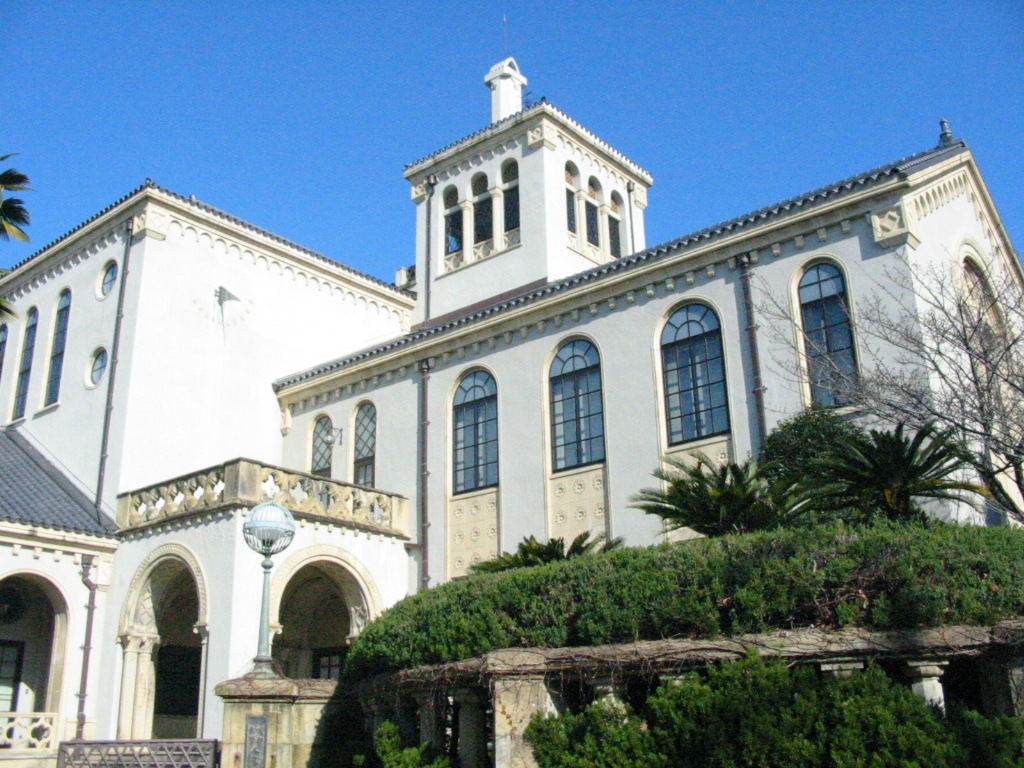
旧東方文化学院京都研究所 / 現：京都大学人文科学研究所附属東アジア人文情報学研究センター

## 概要
1929年（昭和4年）4月、外務省管轄の東方文化事業により発足、東京・京都の2ヵ所に研究所を設置した。学院は日本国内ではほとんど唯一の東洋学・中国学専門の研究拠点となり、第二次世界大戦後に活躍することになる多くの研究者を育成した。しかし政府の要請する研究方針の受け入れをめぐって東西の研究所で齟齬が生じ、1938年両者は東京の（新）東方文化学院と京都の東方文化研究所として分離独立した。
戦後2つの研究所は廃止されたが、このうち京都の研究所は京都大学人文科学研究所に統合されその前身の一つとされている（なお東京の研究所が東京大学東洋文化研究所の前身となったとする見解は正確には誤りである。#終焉を参照のこと）。

## 沿革

### 背景
設立の発端となったのは光緒24年（1899年）に勃発した義和団の乱である。結果として列強に敗北した清朝は莫大な賠償金の支払いを余儀なくされ、これは辛亥革命後の中華民国にも引き継がれた。1920年代になって中国国内では抗日の機運が高揚し、日本政府はこれを緩和するため文化事業の推進を図った。そこで義和団の乱の賠償金などを基金として、外務省により対支文化事業特別会計が設けられ、1923年以降、日中共同の東方文化事業が運営されることになった。この事業は当初、日中双方で構成された東方文化事業総委員会により進められ、その元で北京には人文科学研究所、上海には自然科学研究所が設立された。しかし1928年の済南事件により、東方文化事業総委員会は、中国側の委員が抗議の辞職を行ったため、活動継続が困難になってしまった。（後述#東方文化事業も参照）

### 学院の発足
この事態に対し、東方文化事業を管轄していた外務省の内部では、対支文化事業特別会計法に「日本に於て行うべき中国に関する学術研究」とあるのを根拠として、中国の政局の変化に左右される北京・上海の研究機関とは別に、日本国内に日本人学者からなる独自の「支那文化研究所」を設立しようとする機運が起こった。そこで外務省の文化事業部長の職にあった岡部長景は、東方文化事業総委員会の委員でもあった服部宇之吉（東京帝国大学名誉教授）と狩野直喜（元京都帝国大学教授）に対して打診を行い（この2人は義和団の乱当時、留学生として北京の日本公使館に籠城した経験をもつ）、2人は合計33名の発起人を集め10月に東西で発起人会を開催、これを受けた外務省により東方文化学院の設立が決定された。当初の岡部の構想によれば、学院は東京だけに設置されることになっていたが、服部宇之吉の「京都は中国研究の盛んなところでもあるし、狩野先生もおられるから」という意向によって京都にも研究所を設けることになった、という話が伝わっている。
1929年4月に外務大臣の助成金交付命令が下り東方文化学院東京研究所および京都研究所が正式に発足した。学界代表として設立に尽力した服部は、学院全体の代表である理事長および東京研究所長、狩野は京都研究所長にそれぞれ就任した。東西両研究所の運営はそれぞれ東京・京都の両帝国大学の関係者が担当したが、東京・京都では若干の差異があった。すなわち、東京では著名な学者である評議員が研究員を兼ね、若手研究者は助手としてしか採用されなかったのに対し、京都では評議員は研究指導員とし、その下で中堅・若手の研究者が専任研究員として採用され、研究者の育成に重点をおく体制がとられていた、とされる。研究資料としての図書の整備は、東京研究所は1929年10月に浙江青田の人で上海の蔵書家徐則恂（字は允中、1874年 - 1930年）の東海蔵書楼蔵書約40,700冊を、京都研究所は1929年8月に江蘇武進の人で天津の蔵書家陶湘（字は蘭泉、1871年 - 1940年）の蔵書約27,000冊を一括購入することで、その基礎を据えた。

### 東西研究所の分離独立
1937年、日中全面戦争が開始されると、政府は従来の文献学的な中国文化研究に加え、より時局的要請に沿った現状分析研究を求めるようになった。管掌官庁である外務省は、東京・京都の研究所にそれぞれ新たな研究方針と、関係の深い東京・京都両帝大への移管を受け入れるかどうかを打診したが、東京研究所は東大移管を拒否し、新たに現状分析的研究を進める方針を受容し、「近世法政経済部」を新設した。これに対し、古典学的研究に固執する京都研究所はあくまでこの方針を拒否し、外務省から京大への移管を希望した。この結果両研究所を一組織にまとめることが困難と判断した外務省は両研究所の分離独立を決定し、1938年それまでの東方文化学院は解体され東京研究所は（新）東方文化学院、京都研究所は東方文化研究所に改編された。
京都の東方文化研究所は京大移管を強く望み折衝を重ねたが、研究領域の重複する京大（旧）人文科学研究所が1939年に新設されたことで京大内に組織的受け皿がなくなり、この時点で統合は実現しなかった。東大移管を拒否した東方文化学院でも、1941年にやはり研究領域の重なる東京大学東洋文化研究所（東文研）が発足すると研究者の一本釣りが始まり所員の東文研移籍が続いた。東方文化事業自体が外務省文化事業部から新設の興亜院、次いで大東亜省に移管されると、学院の予算は義和団の乱賠償金ではなく国家予算から拠出されることになり、不要不急の事業として大幅に削減され研究活動の維持も困難になった。また、1942年、東方文化学院研究員の宇佐美誠次郎が治安維持法違反容疑で逮捕された事件は学院に強い衝撃を与えた。学院は即座に宇佐美を追放処分とし、いっそう国策に協力することで維持を図ったとされる。京都の東方文化研究所では、国策研究機関である東亜研究所の委託事業受け入れなどを余儀なくされながらも、極力従来の古典研究中心の研究方針を守ろうとしたという。

### 終焉
第二次世界大戦後、各研究所の改組が行われ、東京の東方文化学院は1948年に廃止の上、東大東文研（所長は辻直四郎）に吸収され組織的には消滅した。一方京都の東方文化研究所は、1949年京都大学（旧）人文科学研究所・西洋文化研究所との対等合併で新たな京都大学人文科学研究所（人文研）が設立された際、人文研の東方部に改編され、附属施設として東洋学文献センターが設置された（現在東アジア人文情報学研究センター（人情（じんじょう）研）に改組）。
なお、「東方文化学院は東大東文研と京大人文研の前身」とする一般的見解は、旧京都研究所を前身とする東方文化研究所が（新）京大人文研に組織まるごと統合された（それゆえ研究所の正史たる『人文科学研究所五十年』では東方文化学院（京都研究所）・東方文化研究所を現在の人文研の前身の一つとし、それらの沿革に言及している）という点を考えるならば、京都については正しいが、東京の東方文化学院が既設の東大東文研に吸収された際に施設も人員も完全に移行したわけではなかったため、東京については正確な言い方ではない。

## 年表
- 1928年10月：服部宇之吉・狩野直喜の呼びかけで東京・京都でそれぞれ「支那文化研究所」に関する協議が行われ、東京19名、京都14名の中国学者が集まる。

参加者は支那文化研究所設立趣意書を採択し外務省に提出、研究所設立の発起人となる。
- 1928年11月：外務省、対支文化事業調査会を招集し研究所設立案を諮問。調査会は案に全面的に賛同。
- 1929年4月：東方文化学院発足。

理事長（学院代表）・東京研究所主任には服部、京都研究所主任には狩野が就任。設立発起人はそれぞれの研究所の評議員となった。
東京研究所は東京帝国大学附属図書館内の2室を、京都研究所は京都帝国大学文学部陳列館の1室を借用し、事業を開始。指導員・研究員体制による3年間の研究期限と、その成果発表を義務づけた。
- 1930年11月：京都研究所の竣工（左京区北白川小倉町50番地 / 現47番地）。
- 1931年：学院紀要誌として『東方学報』が東京・京都で発刊。
- 1932年5月：京都研究所、「文芸・語言・風俗及び清朝掌故等」に関する所員の質疑に応ずることを目的として、北京より傅芸子を招聘。

傅芸子は、以後10年間にわたり、所員の中国語研習に貢献。
- 1933年9月：東京研究所の竣工（小石川区大塚の東京陸軍兵器廠跡地 / 現文京区）。
- 1934年8月：京都研究所の所員8名が中国旅行に出発。以後、訪中定例化。
- 1935年4月：京都研究所、『昭和9年度東洋史研究文献類目』を発刊。

現在は、京都大学人文科学研究所東アジア人文情報学研究センターが『東洋学文献類目』として刊行。
この時期より、京都研究所では指導員制が廃止され、経学文学・歴史・宗教・考古・天文暦算・地理の6研究室を中心とした主任制が採用される。各研究室では、公的な共同研究のほか、それを単位としての輪読会などが行われた。
- 1937年4月：東京研究所、「近世法政経済部」を設置し、現代支那に関する法制及び経済の研究を開始。
- 1937年7月：京都研究所の京都帝国大学への移管問題が起こる。

同時期、外務省文化事業部は東京・京都両研究所の今後の研究方針、所管の変更に関し協議。
この時期より、東京研究所、活動を広く一般に知らせるため、パンフレット『東方文化』を出版（1938年7月までに5冊）。
- 1937年9月：東京研究所、外務省文化事業部の委嘱を受け、研究員4名を中国に派遣。日本占領下の華北における文化機関調査を実施。

調査結果は、帰国後の12月、北支文化機関調査書としてまとめられた。東京研究所では、華北派遣研究員の報告を踏まえて「北支文化工作案」を策定し、調査報告書に添えて、これを外務省文化事業部に提出している。
- 1938年3月：東京・京都の両研究所を分離し、東京は（新）東方文化学院、京都は東方文化研究所に改組。古書複製事業は廃止された。

東京・京都両研究所は、その後も、定例講演会で互いに講師の交換を行うなど交流を続けた。
- 1938年4月：東方文化研究所において、水野清一らによる雲岡調査が始まる。
- 1939年1月：（新）東方文化学院・東方文化研究所、東亜研究所の委託事業「支那に於いて遼金元清の各王朝が漢民族その他の異民族統治に関して採れる政策」の研究を開始。
- 1940年5月：東方文化研究所、東洋暦術調査研究を開始。

この時期より、東方文化研究所、所内出版物の費用捻出その他財政困難のため、所員の中国旅行を中止。
- 1941年4月：（新）東方文化学院、東亜研究所の委託事業「清朝に於ける社会経済に関する研究調査」を開始。

同時期、東方文化研究所も、東亜研究所の委託事業「欧米勢力支那浸透史」・「支那民族南海発展史」の研究を始める。
- 1941年5月：興亜院発足により（新）東方文化学院・東方文化研究所は外務省から興亜院に移管。

これ以後、予算は国の予算から拠出されることになった。
- 1942年4月：（新）東方文化学院の宇佐美誠次郎研究員が治安維持法違反で逮捕。
- 1942年11月：両研究所は大東亜省へ移管（戦後、再び外務省に移管される）。
- 1943年3月：東方文化研究所、『東方文化研究所漢籍分類目録　坿書名人名通検』を刊行。
- 1944年4月：東方文化研究所、前年の閣議決定による科学整備方策要綱の線に沿い、「現代支那の研究」を行うこととする。
- 1944年5月：東方文化研究所、東方文化講座を開始。
- 1944年7月：東方文化研究所、政府補助金12万円を5万円に削減される。存立危機に陥り、東京の東方文化学院との再統合の議が起こる。
- 1944年8月：『東方学報 東京』、この月発刊の分（第十五冊之二）をもって中絶。
- 1945年6月：（新）東方文化学院、蔵書の一部を長野県上田市外神科村に疎開し、分院を設置（翌年4月、分院は廃止）。
- 1945年8月：東方文化研究所、蔵書を南桑田郡の山国村国民学校に疎開（途中で敗戦を迎え、作業は中止された）。
- 1946年3月：東方文化研究所、財政困難を乗り切るため、財団法人東方文化研究援護会を設立。
- 1946年8月：東方文化研究所、東方古典講座を夏期講座として再開。
- 1946年10月：（新）東方文化学院、東方文化講座を開始（1947年の第3回は東方学会との共同主催）。
- 1946年11月：（新）東方文化学院、「近世法政経済部」を廃止。
- 1948年3月：東方文化研究所は京都大学人文科学研究所の中に発展的に解消し、西洋文化研究所とともに（新）人文科学研究所結成に決まる。
- 1948年4月：東京大学東洋文化研究所、（新）東方文化学院を吸収。
- 1949年4月：（新）人文科学研究所、発足。

## 事業
学院の主な事業は東洋文化に関する文献史料の蒐集、学術研究の報告であり、研究成果は報告書として刊行された。比較的短い論文を発表するための紀要誌として1931年『東方学報』が創刊され、東京・京都それぞれ独立した分冊が刊行された。このうち『東方学報 東京』は1944年をもって中絶したが、『東方学報 京都』は京大人文研に継承され、現在も刊行を継続している。これに加え、中国の古典典籍を「東方文化叢書」として復刻刊行する古書複製事業も行われていた（主任は荻野仲三郎）が、1938年の東西研究所の分離独立に伴い打ち切られた。
分離後の（新）東方文化学院で新設された「近世法制経済部」は中国の現状分析を中心とし、以降この部門の研究員として植田捷雄・宇佐美誠次郎・高橋勇治ら現代的な地域研究を志向する若手が専任研究員として採用され、当初の意図は措き、結果においては戦後活躍する現代中国研究者が育成されることになった。

## 施設とその現状
大塚に所在していた東方文化学院の施設（関野貞の案、内田祥三の設計により東京研究所として建造された。唐招提寺を模して造られたという）は、そのまま東大東文研に継承・使用され、一部は外務省研修所としても利用された。その後、東文研が1967年東大本郷キャンパス内の現在地に移転し、更に1995年に外務省研修所も郊外の相模原に移転したため、土地と建物は民間に売却する予定となった。しかし、建物の文化的価値などから保存運動が始まり、始め東京大学に購入を要請したがそれは叶わず、近隣にキャンパスを持つ拓殖大学が購入することとなった。現在は、拓殖大学国際教育会館として利用されている。なお現在東大東文研正面玄関の前にある一対の獅子像は、旧東方文化学院から移設されたものである。
一方、北白川に所在していた東方文化研究所の施設（1930年京都研究所として建造された）もまた、京大人文研によってそのまま使用された。当初、北白川の施設は人文研本館とされたが、1975年京大本部キャンパス近くの東一条に新しく本館が建築されたためこれ以降「分館」と改称され主として東方部および東洋学文献センターが使用、機構改編を経て、現在は先述の人情研が使用している。スパニッシュ様式が特徴的な同所屋は、濱田耕作の案、武田五一・東畑謙三の設計によるもので国の登録有形文化財に登録されている。

## 所員
東西両研究所の分離以前の学院理事長（学院全体の代表者）は服部宇之吉（1929年4月 - 1938年3月）。理事は宇野哲人・狩野直喜・濱田耕作・羽田亨など。

### 東京研究所（（新）東方文化学院も含む）
主任（所長）・（新）学院理事長・院長（1938年4月以降）
- 服部宇之吉（1929年4月 - 1939年7月）
- 瀧精一（1939年7月 - 1945年5月）
- 宇野哲人（1945年6月 - 1948年3月）

評議員
- 池内宏（1929年4月 - 1948年3月）
- 市村瓚次郎（1929年4月 - 1946年3月）
- 伊東忠太（1929年4月 - 1948年3月　　研究員　1929年4月 - 1938年5月）
- 宇野哲人（1929年4月 - 1948年3月）
- 荻野仲三郎（1929年4月 - 1946年10月）
- 小柳司気太（1929年4月 - 1940年7月　　研究員　1929年4月 - 1937年4月）
- 古城貞吉（1929年4月 - 1948年3月　　研究員　1929年4月 - 1938年4月）
- 塩谷温（1929年4月 - 1948年3月）
- 島田鈞一（1929年4月 - 1937年12月　　研究員　1932年3月 - 1937年12月）
- 白鳥庫吉（1929年4月 - 1942年4月）
- 杉榮三郎（1929年4月 - 1948年3月）
- 関野貞（1929年4月 - 1935年9月　　研究員　1929年4月 - 1935年9月）
- 瀧精一（1929年4月 - 1945年5月）
- 常盤大定（1929年4月 - 1945年5月　　研究員　1931年4月 - 1938年4月　　嘱託　1938年4月 - 1940年4月）
- 鳥居龍蔵（1929年4月 - 1940年2月　　研究員　1929年4月 - 1938年4月）
- 中田薫（1929年4月 - 1941年3月）
- 服部宇之吉（1929年4月 - 1939年7月　　研究員　1929年4月 - 1935年4月）
- 原田淑人（1929年4月 - 1948年3月　　研究員　1929年4月 - 1938年4月）
- 安井小太郎（1929年4月 - 1938年4月）
- 岩村成允（1938年9月 - 1943年1月）
- 高田眞治（1938年9月 - 1948年3月）
- 諸橋轍次（1938年9月 - 1948年3月）
- 矢部貞治（1938年9月 - 1942年9月）
- 藤塚鄰（1940年7月 - 1948年3月）
- 和田清（1940年7月 - 1948年3月）
- 長井眞琴（1941年5月 - 1948年3月）
- 山田三良（1941年5月 - 1945年7月）
- 神川彦松（1943年12月 - 1948年3月）
- 田中豊蔵（1946年9月 - 1948年3月）
- 加藤常賢（1947年6月 - 1948年3月）
- 清水泰次（1947年6月 - 1948年3月）　他

研究員（助手・嘱託も含む）
- 加藤繁（研究員　1929年4月 - 1939年7月　　評議員　1939年7月 - 1946年3月）
- 竹島卓一（助手　1929年4月 - 1935年9月　　研究員　1935年9月 - 1942年9月）
- 道野鶴松（助手　1929年4月 - 1934年4月）
- 仁井田陞（助手　1929年4月 - 1934年3月　　研究員　1934年3月 - 1942年1月　　評議員　1942年1月 - 1948年3月）
- 松本榮一（研究員　1929年4月 - 1941年4月）
- 目加田誠（助手　1929年4月 - ？）
- 結城令聞（助手　1929年4月 - 1934年4月　　研究員　1934年4月 - 1948年3月　　評議員　1946年9月 - 1948年3月）
- 青山定雄（助手　1930年4月 - 1935年4月　　研究員　1935年4月 - 1948年3月）
- 駒井和愛（嘱託　1930年4月 - 1936年4月　　研究員　1936年5月 - 1944年3月）
- 牧野巽（助手　1930年4月 - 1935年4月　　研究員　1935年4月 - 1943年1月）
- 三才笹吉（助手　1930年4月 - 1934年4月）
- 江上波夫（助手　1931年9月 - 1936年11月　　研究員　1936年11月 - 1943年1月　　嘱託　1943年1月 - 1948年3月）
- 佐伯好郎（研究員　1931年11月 - 1940年7月　　評議員　1940年7月 - 1948年3月）
- 櫻井益雄（嘱託　1931年11月 - 1935年5月）
- 中田源次郎（助手　1931年11月 - 1937年3月　　研究員　1937年3月 - 1938年12月）
- 中川徳治（嘱託　1932年4月 - 1935年4月）
- 内野（藤川）熊一郎（助手　1932年8月 - 1937年3月　　研究員　1937年3月 - 1941年4月）
- 服部武（助手　1932年8月 - 1937年3月　　研究員　1937年3月 - 1944年3月　　嘱託　1944年4月 - 1945年5月）
- 横超慧日（助手　1932年11月 - 1937年3月　　研究員　1937年3月 - 1948年3月）
- 瀧遼一（助手　1932年11月 - 1937年3月　　研究員　1937年3月 - 1948年3月）
- 飯田須賀斯（助手　1933年3月 - 1938年5月　　研究員　1938年5月 - 1944年3月／1945年9月 - 1948年3月）
- 三好鹿雄（嘱託　1933年4月 - 1935年4月）
- 阿部吉雄（助手　1933年8月 - 1935年9月　　研究員　1935年9月 - 1941年6月）
- 稲葉誠一（助手　1933年8月 - 1937年2月　　研究員　1945年5月 - 1948年3月）
- 板野長八（助手　1934年5月 - 1937年5月　　研究員　1937年5月 - 1947年7月）
- 中嶋敏（助手　1934年5月 - 1939年4月　　研究員　1939年4月 - 1943年3月）
- 山本達郎（助手　1934年5月 - 1937年5月　　研究員　1937年5月 - 1942年1月）
- 米澤嘉圃（助手　1935年6月 - 1938年3月　　研究員　1938年3月 - 1948年3月）
- 宇野精一（助手　1936年5月 - 1938年3月　　研究員　1938年3月 - 1946年9月　　嘱託　1946年9月 - 1948年3月）
- 龍池清（助手　1936年5月 - 1938年3月　　研究員　1938年3月 - 1941年4月）
- 植田捷雄（研究員　1937年3月 - 1942年1月　　嘱託　1942年1月 - 1946年12月）
- 宇佐美誠次郎（助手　1937年3月 - 1938年3月　　研究員　1938年3月 - 1943年3月）
- 濱口重國（研究員　1937年3月 - 1941年3月）
- 齋藤泰次郎（研究員　1938年3月 - 1940年3月）
- 高橋勇治（研究員　1938年3月 - 1942年9月）
- 小澤省三（嘱託　1938年5月 - 1944年4月）
- 今村龍一（助手　1938年6月 - 1940年7月）
- 周藤吉之（東亜研究所委託事業研究員　1939年1月 - 1943年6月　　研究員　1943年7月 - 1948年3月）
- 旗田巍（東亜研究所委託事業研究員　1939年1月 - 1940年7月）
- 松本善海（東亜研究所委託事業研究員　1939年1月 - 1943年6月）
- 村上正二（東亜研究所委託事業研究員　1939年1月 - 1943年6月）
- 服部四郎（嘱託　1939年4月 - 1948年3月）
- 百瀬弘（東亜研究所委託事業研究員　1939年4月 - 1943年6月）
- 田坂興道（嘱託　1939年6月 - 1940年5月　　研究員　1940年5月 - 1946年3月）
- 三上次男（東亜研究所委託事業研究員　1939年1月 - 1941年3月　　研究員　1941年4月 - 1948年3月）
- 豊田穣（研究員　1940年7月 - 1946年3月）
- 三浦大（研究員　1941年4月 - 1942年2月）
- 吉澤忠（研究員　1941年5月 - 1946年3月）
- 永島榮一郎（研究員　1941年12月 - 1948年3月）
- 島田正郎（研究員　1942年6月 - 1948年3月）
- 窪徳忠（研究員　1942年7月 - 1948年3月）
- 西嶋定生（研究員　1943年9月 - 1948年3月）
- 重光蔵（研究員　1943年11月 - 1946年11月）
- 北郷康（嘱託　1944年11月 - 1947年6月）
- 後藤基巳（研究員　1946年10月 - 1948年3月）　他

### 京都研究所（東方文化研究所も含む）
主任（所長）・東方文化研究所所長（1938年4月以降）
- 狩野直喜（1929年4月 - 1938年3月）
- 松本文三郎（1938年4月 - 1944年12月）
- 狩野直喜（事務取扱　1944年12月 - 1945年2月）
- 羽田亨（1945年2月 - 1949年3月）

評議員（1938年4月以降は商議員）
- 石橋五郎（1929年4月 - 1935年3月）
- 狩野直喜（1929年4月 - 1947年12月）
- 小川琢治（1929年4月 - 1941年11月）
- 小島祐馬（1929年4月 - 1941年12月）
- 桑原隲蔵（1929年4月 - 1931年5月）
- 新城新蔵（1929年4月 - 1935年2月）
- 新村出（1929年4月 - 1948年3月）
- 鈴木虎雄（1929年4月 - 1948年3月）
- 高瀬武次郎（1929年4月 - 1948年3月）
- 内藤虎次郎（1929年4月 - 1934年6月）
- 濱田耕作（1929年4月 - 1938年7月）
- 羽田亨（1929年4月 - 1949年3月）
- 松本文三郎（1929年4月 - 1944年12月）
- 矢野仁一（1929年4月 - 1948年3月）　他

研究員（助手・嘱託も含む）
- 伊勢専一郎（1929年4月 - 1935年4月）
- 梅原末治（1929年4月 - 1941年9月）
- 長廣敏雄（1929年4月 - 1948年3月）
- 安部健夫（1929年5月 - 1934年3月／東亜研究所委託事業嘱託　1939年1月 - 1944年）
- 澤村専太郎（1929年5月 - 1930年5月）
- 塚本善隆（1929年5月 - 1948年3月）
- 能田忠亮（1929年5月 - 1948年3月）
- 松浦嘉三郎（1929年5月 - 1934年9月）
- 森鹿三（1929年5月 - 1948年3月）
- 高畑彦次郎（1930年12月 - 1938年3月）
- 内藤乾吉（1930年12月 - 1940年10月）
- 水野清一（1930年12月 - 1948年3月）
- 倉石武四郎（1931年1月 - 1948年3月）
- 藤田至善（1931年7月 - 1938年3月）
- 有光教一（1931年3月 - 1931年10月）
- 宇都宮清吉（1931年3月 - 1941年3月）
- 吉川幸次郎（1931年3月 - 1947年6月）
- 若城久治郎（1931年3月 - 1933年7月）
- 渡辺幸三（1931年3月 - 1938年3月）
- 鷲顕一（1931年5月 - 1932年4月）
- 鈴木隆一（1931年7月 - 1941年3月）
- 内藤戊申（1931年7月 - 1936年3月）
- 山本守（1931年9月 - 1933年3月）
- 小林太市郎（1932年4月 - 1936年1月）
- 小川（貝塚）茂樹（1932年5月 - 1948年3月）
- 常盤井賢十（1932年5月 - 1934年10月）
- 三国谷宏（1932年5月 - 1939年3月）
- 新美寛（1932年6月 - 1944年3月）
- 矢野仁一（1932年6月 - 1948年3月）
- 太田喜久雄（1932年10月 - 1936年3月）
- 長尾尚正（1933年3月 - 1946年5月）
- 堀井一雄（1933年3月 - 1938年3月）
- 増村宏（1933年3月 - 1937年4月）
- 小野川秀美（1933年4月 - 1948年3月）
- 平岡武夫（1933年4月 - 1936年4月／1938年11月 - 1948年3月）
- 倉田淳之助（1934年3月 - 1948年3月）
- 大島利一（1934年4月 - 1948年3月）
- 近藤忠（1935年1月 - 1935年11月）
- 小倉弘毅（1935年3月 - 1937年11月）
- 佐藤匡玄（1935年3月 - 1941年4月）
- 玉貫公寛（1935年3月 - 1938年8月）
- 薮内清（1935年3月 - 1948年3月）
- 青木勝三郎（1935年4月～1935年12月）
- 宮川尚志（1935年4月 - 1936年11月／東亜研究所委託事業嘱託　1939年1月 - 1944年／1944年 - 1948年3月）
- 佐伯富（1935年5月 - 1942年12月）
- 森三樹三郎（1935年12月 - 1938年3月／1939年5月 - 1942年5月）
- 西田太一郎（1936年3月 - 1937年3月／1939年10月 - 1942年3月）
- 日比野丈夫（1936年3月 - 1948年3月）
- 高倉正三（1936年4月 - 1941年3月）
- 津吉孝雄（1937年5月 - 1938年3月）
- 長尾雅人（1937年3月 - 1948年3月）
- 市原亨吉（1937年6月 - 1937年10月／1947年3月 - 1947年10月）
- 藤枝晃（1937年7月 - 1948年3月）
- 梅原慧運（1937年10月 - 1938年8月）
- 吉田行範（1938年3月 - 1939年3月）
- 白木直也（1938年4月 - 1941年3月）
- 傅芸子（1938年4月 - 1942年3月）
- 藤吉慈海（1938年5月 - 1948年3月）
- 呉守禮（1938年9月 - 1941年3月）
- 内田吟風（東亜研究所委託事業嘱託　1939年1月 - 1944年）
- 愛宕松男（東亜研究所委託事業嘱託　1939年1月 - 1944年）
- 小川裕人（東亜研究所委託事業嘱託　1939年1月 - 1944年）
- 田村實造（東亜研究所委託事業嘱託　1939年1月 - 1944年）
- 野上俊静（東亜研究所委託事業嘱託　1939年1月 - 1944年）
- 青木正児（1939年3月 - 1948年3月）
- 入矢義高（1939年4月 - 1948年3月）
- 安田二郎（1939年4月 - 1945年2月）
- 木村康一（1939年6月 - 1943年6月）
- 高志鎮雄（1939年6月 - 1940年7月）
- 田中謙二（1939年7月 - 1948年3月）
- 松村慈孝（1939年7月 - 1945年1月）
- 春日禮智（1939年9月 - 1943年9月）
- 佐藤長（1939年9月 - 1940年3月）
- 重澤俊郎（1939年10月 - 1943年3月）
- 小畑龍雄（1940年2月 - 1948年3月）
- 荒木敏一（1940年4月 - 1948年3月）
- 荒木俊馬（東洋暦術調査研究嘱託　1940年5月 - 1944年3月）
- 上田穣（東洋暦術調査研究嘱託）
- 清永嘉一（東洋暦術調査研究嘱託　1940年5月 - 1944年3月）
- 百濟教猷（東洋暦術調査研究嘱託　1940年5月 - 1944年3月）
- 善波周（東洋暦術調査研究嘱託　1940年5月 - 1944年3月）
- 田代庄三郎（東洋暦術調査研究嘱託）
- 平山清次（東洋暦術調査研究嘱託）
- 村上忠敬（東洋暦術調査研究嘱託）
- 渡邊敏夫（東洋暦術調査研究嘱託　1940年5月 - 1944年3月）
- 魏敷訓（1940年5月 - 1942年3月）
- 小尾郊一（1941年3月 - 1946年7月）
- 塩田義秋（1941年3月 - 1943年5月）
- 羽田明（東亜研究所委託事業嘱託　1941年4月 - 1944年）
- 藤原利一郎（東亜研究所委託事業助手　1941年4月 - 1944年）
- 田中（高柳）重雄（1942年7月 - 1948年3月）
- 羅継祖（1942年10月 - 1944年3月）
- 秋田（中島）成明（1943年4月 - 1944年4月）
- 島田虔次（1943年4月 - 1946年5月）
- 岡崎卯一（1943年5月 - 1946年4月）
- 波多野善大（1944年4月 - 1947年3月）
- 神田喜一郎（1945年7月 - 1948年3月）
- 松田一政（1946年2月 - 1948年3月）
- 外山軍治（東亜研究所委託事業嘱託　1939年1月 - 1944年／1946年3月 - 1947年5月）
- 吉田光邦（1946年3月 - 1948年3月）
- 牧田諦亮（1946年4月 - 1948年3月）
- 岡崎敬（1946年5月 - 1948年3月）
- 須藤賢（1946年5月 - 1947年3月）
- 花房英樹（1946年6月 - 1948年3月）
- 布目潮渢（1946年7月 - 1948年3月）
- 宮崎市定（東亜研究所委託事業嘱託　1939年1月 - 1944年／1946年10月 - 1948年3月）
- 福永光司（1947年3月 - 1948年3月）
- 柴田章三（1947年9月 - 1948年3月）　他

## 関連文献
- 東方文化学院 『東方文化学院一覧』 各年版
- 東方文化研究所 『東方文化研究所要覧』 各年版
- 東方文化学院 『東方文化学院二十年史』 1948年
- 佐伯有一 「東洋文化研究所蔵書の沿革と輪廓」 東京大学東洋文化研究所東洋学文献センター 『センター通信』 No.10、pp.10-18、1974年
- 京都大学人文科学研究所 『人文』 第12号　新館落成記念 1975年
- 京都大学人文科学研究所 『人文科学研究所五十年』 1979年
- 『結城令聞氏・青山定雄氏・日比野丈夫氏・貝塚茂樹氏　インタヴュー記録：東方文化学院　東京・京都研究所　質問者：阿部洋』（特定研究「文化摩擦」 インタヴュー記録E　日中文化摩擦6）、東京大学教養学部国際関係研究室、1981年
- 布目潮渢 「東洋文庫より東方文化研究所へ」 神田信夫・山根幸夫編 『戦中戦後に青春を生きて』 山川出版社、 pp.98-115、1984年 ISBN 978-4-634-64070-2
- 斎藤清明 『京大人文研』 創隆社、1986年
- 榎一雄 「東方文化学院」 『国史大辞典』 第10巻、吉川弘文館、1989年 ISBN 4-642-00510-2 / ISBN 978-4-642-00510-4
- 東京大学東洋文化研究所 『東洋文化研究所の五十年』 1991年
- 吉川幸次郎口述 「事柄の学問と言葉の学問」 『吉川幸次郎講演集』 筑摩書房、pp.422-472、1996年 ISBN 4-480-74644-7
- 京都大学百年史編集委員会 『京都大学百年史　部局史編2』 京都大学後援会、1997年
- 松田清 「（資料紹介）小島祐馬旧蔵「対支文化事業」関係文書」 京都大学人文科学研究所 『人文』 第46号、pp.35-48、1999年
- 東方学会編 『東方学回想』 全9巻、刀水書房、2000年
- 阿部洋 『「対支文化事業」の研究－戦前期日中教育文化交流の展開と挫折』 汲古書院、2004年 ISBN 9784762925504
- 山根幸夫 『東方文化事業の歴史－昭和前期における日中文化交流』 汲古書院、2005年　　ISBN 4762950416
- 岸本美緒編 『岩波講座　「帝国」日本の学知3　東洋学の磁場』 岩波書店、2006年　　ISBN 4000112538
- 巴兆祥 「日本劫購徐則恂東海蔵書楼蔵書始末考」 『文献』 2008年第1期、pp.131-142
- 高田時雄編 『東方学資料叢刊第17冊　陶湘蔵書購入関連資料』 京都大学人文科学研究所東アジア人文情報学研究センター、2010年 ISSN 1343-4241
- 平㔟隆郎・塩沢裕仁・関紀子・野久保雅嗣編『東洋学研究情報センター叢刊第17輯　東方文化学院旧蔵建築写真目録』東京大学東洋文化研究所附属東洋学研究情報センター、2014年 ISBN 4903235289
- 平㔟隆郎・田良島哲・三輪紫都香『東洋学研究情報センター叢刊第18輯　東京国立博物館所蔵　竹島卓一旧蔵「中国史跡写真」目録』 東京大学東洋文化研究所附属東洋学研究情報センター、2015年 ISBN 978-4-903235-33-2
- 平㔟隆郎・野久保雅嗣編『東洋学研究情報センター叢刊第26輯　東方文化学院（東京研究所）研究の風景』東京大学東洋文化研究所附属東洋学研究情報センター、2018年 ISBN 4903235467